# Mattias Gustafsson
Mattias Oskar Gustafsson, född 11 juli 1978 i Åkersberga, Stockholms län, är en svensk tidigare handbollsspelare (mittsexa). Gustafsson spelade tidigare bland annat för klubben IFK Skövde där han var med och spelade SM-final 2005. Han är gift med tidigare handbollsmålvakten Madeleine Gustafsson (tidigare Grundström).

## Meriter
- Challenge Cup-mästare 2004 med IFK Skövde
- Dansk mästare två gånger: 2008 (med FC Köpenhamn) och 2010 (med AaB Håndbold)
- OS-silver 2012 i London med Sveriges landslag